# Nesidiochernes plurisetosus
Nesidiochernes plurisetosus är en spindeldjursart som beskrevs av Beier 1965. Nesidiochernes plurisetosus ingår i släktet Nesidiochernes och familjen blindklokrypare. Inga underarter finns listade i Catalogue of Life.